# Mala Kapela
La Mala Kapela est un massif montagneux des Alpes dinariques situé en Croatie. Il est orienté dans le sens nord-ouest à sud-est. Il est délimité par le col de montagne Vrh Kapele (alt. 887 mètres) qui le sépare du Velika Kapela. Il se situe ainsi sur la route reliant Otočac à Plitvice et Plješevica. Son plus haut sommet, le Seliški Vrh, culmine à 1 280 mètres. À proximité se trouve le parc national des lacs de Plitvice.
Le tunnel de Mala Kapela, long de 5 800 mètres, permet à l'autoroute croate A1 de traverser la montagne par le nord.